# Kud (India)
Kud is een plaats in het district Udhampur van het Indiase unieterritorium Jammu en Kasjmir.
Kud ligt in het Kleinere Himalaya-gebied, aan de Udhampur Srinagar Highway, op 110 km van Jammu en 32 km van de stad Udhampur. Kud ligt dicht aan de rivier de Chenab. De toeristische plaats Patni Top ligt in de buurt.
In 2001 had Kud 1140 inwoners, waarvan 54% mannen en 46% vrouwen.